# Gonomyia (Gonomyia) matileana
Gonomyia (Gonomyia) matileana is een tweevleugelige uit de familie steltmuggen (Limoniidae). De soort komt voor in het Afrotropisch gebied.